# Szabad Nép
Szabad Nép – początkowo tytuł ten nosiło nielegalne pismo komunistyczne wydawane na Węgrzech od 1 lutego 1942. Począwszy od lutego 1945 „Szabad Nép” stał się głównym organem prasowym Węgierskiej Partii Komunistycznej (od lipca 1948 Węgierskiej Partii Pracujących). Poparcie udzielone w czasie powstania węgierskiego rządowi Imre Nagya sprawiło, że ostatni numer pisma ukazał się 29 października 1956, a później kontynuację „Szabad Nép” stanowił „Népszabadság”.